# Annika Wendle
Annika Wendle (* 15. September 1997 in Lahr/Schwarzwald) ist eine deutsche Ringerin. Sie wurde 2019 U23-Europameisterin in der Gewichtsklasse bis 53 kg Körpergewicht.

## Werdegang
Annika Wendle stammt aus einer Ringer-Familie. Durch ihren Vater, der sie im Alter von sechs Jahren schon zum Training mitnahm, kam sie zunächst zum Turnen und bald auch zum Ringen. Die 1,59 Meter große Athletin, die hauptsächlich in der Gewichtsklasse bis 53 kg Körpergewicht antritt, startet für den ASV Altenheim in Südbaden. Sie trainiert im Olympiastützpunkt Freiburg-Schwarzwald und wird von Patrick Loës, Mario Sachs und Armen Mkrytchan betreut.
Annika Wendle ist Lehramtsstudentin für Sport und Mathematik an der Universität Freiburg.
Im Juniorenbereich gewann sie zwischen 2011 und 2017 insgesamt sechs deutsche Meistertitel in allen Altersgruppen. Bei den Frauen wurde sie 2015 in der Gewichtsklasse bis 48 kg sowie 2016 und 2018 jeweils in der Gewichtsklasse bis 53 kg deutsche Vizemeisterin.
Im Juli 2012 gewann Annika Wendle gleich bei ihrem ersten Start bei internationalen Meisterschaften, nämlich der Junioren-Europameisterschaften (Altersgruppe Cadets) in Kattowitz in der Gewichtsklasse bis 38 kg auf Anhieb eine Silbermedaille. In den folgenden Jahren wechselten sich Erfolge mit enttäuschenden Ergebnissen bei den internationalen Meisterschaften ab. Bronzemedaillen gewann Annika Wendle bei den Junioren-Europameisterschaften 2016 (Juniors) in Bukarest in der Gewichtsklasse bis 48 kg und bei den Junioren-Europameisterschaften 2017 (Juniors) in Dortmund in der Gewichtsklasse bis 51 kg Körpergewicht.
Im September 2018 gewann sie bei den Universitäten-Weltmeisterschaften in Goiana (Brasilien) in der Gewichtsklasse bis 53 kg hinter der Japanerin Miho Igarashi eine Silbermedaille.
Erwähnenswert ist auch ihr 3. Platz beim stark besetzten „Klippan“-Turnier im Februar 2019, wo sie in der gleichen Gewichtsklasse hinter Umi Imai (Japan) und Qianyu Pang (China) den 3. Platz belegte. Den bis zu dem Zeitpunkt größten Erfolg in ihrer Laufbahn erzielte Annika Wendle im März 2019, als sie in Novi Sad in der Gewichtsklasse bis 53 kg nach Siegen über Susanna Georgiana Seicariu, Rumänien, Tatjana Waransowa, Aserbaidschan, und Kristin Bereza, Ukraine, U23-Europameisterin wurde. Sie wurde dann auch bei den Europameisterschaften dieses Jahres in Bukarest in der Gewichtsklasse bis 53 kg eingesetzt, unterlag dort aber schon in der Qualifikation gegen Jessica Blaszka aus den Niederlanden und kam nur auf den 16. Platz. Im Juli 2019 gelang es ihr, sich beim „Yasar-Dogu“-Memorial in Istanbul für dieses schlechte Abschneiden zu rehabilitieren. Sie siegte in Istanbul über Fikriye Gok und Emine Cataloglu, beide Türkei, verlor dann gegen Jekaterina Poleschtschuk aus Russland, sicherte sich danach aber mit Siegen über Silje Knudsen Kippernes, Norwegen, und die Vizeeuropameisterin von Bukarest Lilja Horischna aus der Ukraine, die sie sogar schulterte, noch eine Bronzemedaille.
Bei den Weltmeisterschaften der Frauen im September 2019 in Nur-Sultan (Kasachstan) rang Annika Wendle in der Gewichtsklasse bis 55 kg Körpergewicht. Sie siegte dort zunächst über Sewara Eschmuratiwa aus Usbekistan, unterlag aber dann gegen Bediha Gun aus der Türkei, schied aus, weil die Türkin das Finale nicht erreichte, und belegte den 9. Platz.
Im Februar 2020 wurde Annika Wendle bei den Europameisterschaften der Frauen in Rom in der olympischen Gewichtsklasse bis 53 kg eingesetzt. Dort besiegte sie Julia Leorda aus Moldawien und Sezen Belberowa aus Bulgarien. Im Halbfinale verlor sie knapp gegen Jessica Blaszka aus den Niederlanden (1:2 Punkte), schlug aber anschließend im Kampf um eine der Bronzemedaillen Suzanna Seicaria aus Rumänien sicher nach Punkten.
Beim Weltcup, der im Dezember 2020 als Ersatz für die Weltmeisterschaften ausgetragen wurde, trat sie in dr Klasse bis 55 kg an. Nach Siegen gegen Mariana Drăguțan (Moldawien) und Katarzyna Krawczyk (Polen) verlor sie im Finale gegen die Belarussin Iryna Kuratschkina und gewann die Silbermedaille.
2021 nahm Wendle an den Europameisterschaften und an den Weltmeisterschaften in der Gewichtsklasse bis 53 kg teil. Bei den Europameisterschaften konnte sie durch einen Sieg über die Ukrainerin Marija Wynnyk eine Bronzemedaille gewinnen, bei den Weltmeisterschaften schied sie nach einer Niederlage gegen die Türkin Zeynep Yetgil aus. Gegen dieselbe Gegnerin trat sie bei den Europameisterschaften 2022 in Budapest in der ersten Runde an, verlor erneut und schied aus.
Wendle wurde bei den Ringen der Olympischen Spiele 2024 am Knie verletzt und beendete die Spiele auf Platz 5.

## Internationale Erfolge
| Jahr | Platz | Wettbewerb                                      | Gewichtsklasse | Ergebnisse |
| ---- | ----- | ----------------------------------------------- | -------------- | --- |
| 2012 | 2.    | Junioren-EM (Cadets) in Kattowitz               | bis 38 kg      | hinter Tatjana Polowa, Ukraine |
| 2013 | 11.   | Junioren-EM (Cadets) in Bar                     | bis 43 kg      | Siegerin: Nadeschda Sokolowa, Russland |
| 2013 | 14.   | Junioren-WM (Cadets) in Zrenjanin               | bis 43 kg      | Siegerin: Elmira Abikairowa, Kasachstan |
| 2014 | 5.    | Junioren-EM (Cadets) in Samokow                 | bis 46 kg      | Siegerin: Turkan Nasirowa, Aserbaidschan |
| 2014 | 5.    | Junioren-WM (Cadets) in Snina                   | bis 46 kg      | Siegerin: Miho Igarashi, Japan |
| 2015 | 3.    | Flatz-Open in Wolfurt                           | bis 48 kg      | hinter Narangerel Erdenesukh, Mongolei und Alexandra Michalek, Polen |
| 2015 | 9.    | Großer Preis von Deutschland in Dormagen        | bis 48 kg      | Siegerin: Carolina Castillo Hidalgo, Kolumbien vor Jessica Anne Marie MacDonald, Kanada |
| 2015 | 8.    | Junioren-EM (Juniors) in Istanbul               | bis 48 kg      | Siegerin: Milana Dadaschewa, Russland vor Doina Rascovanu, Rumänien |
| 2016 | 16.   | Junioren-WM (Juniors) in Salvador da Bahia      | bis 48 kg      | Siegerin: Miho Igarashi vor Irina Borissowa, Kasachstan |
| 2016 | 3.    | Junioren-EM (Juniors) in Bukarest               | bis 48 kg      | hinter Nadeschda Sokolowa und Felicia Gallo, Frankreich |
| 2016 | 17.   | Junioren-WM (Juniors) in Macon                  | bis 48 kg      | Siegerin: Miho Igarashi vor Nadeschda Sokolowa |
| 2017 | 8.    | U23-EM in Szombathely                           | bis 53 kg      | Siegerin: Lilija Horischna, Ukraine vor Leila Gurbanowa, Aserbaidschan |
| 2017 | 8.    | Großer Preis von Deutschland in Dormagen        | bis 53 kg      | Siegerin: Jessica Anne Marie MacDonald vor Nina Hemmer, Deutschland |
| 2017 | 3.    | Junioren-EM (Juniors) in Dortmund               | bis 51 kg      | hinter Ksenia Nesgoworowa, Russland und Kristina Bereza, Ukraine |
| 2017 | 18.   | Junioren-WM (Juniors) in Tampere                | bis 51 kg      | Siegerin: Ksenia Nesgoworowa vor Kristina Bereza |
| 2018 | 12.   | „Dan-Kolow“ & „Nikola-Petrow“-Memorial in Sofia | bis 53 kg      | Siegerin Katarzyna Krawczyk, polen vor Jekaterina Poloschtschuk, Russland |
| 2018 | 7.    | U23-EM in Istanbul                              | bis 53 kg      | Siegerin: Zeynep Yetgil, Türkei vor Katerina Pichkonskaya, Weißrussland |
| 2018 | 2.    | Universitäten-WM in Goiana (Brasilien)          | bis 53 kg      | hinter Miho Igarashi, vor Evelin Santos, Brasilien |
| 2018 | 7.    | U23-WM in Bukarest                              | bis 53 kg      | nach einem Sieg über Kremana Krassimirowa Petrowa, Bulgarien und einer Niederlage gegen Kristina Bereza                                                                                                  |
| 2019 | 3.    | Klippan-Lady-Open                               | bis 53 kg      | hinter Umi Imai, Japan und Qianyu Pang, China, gemeinsam mit Jekaterina Poleschtschuk |
| 2019 | 7.    | Großer Preis von Deutschland in Dormagen        | bis 53 kg      | Siegerin: Diana Weicker, Kanada vor Sofia Mattsson, Schweden |
| 2019 | 1.    | U23-EM in Novi Sad                              | bis 53 kg      | nach Siegen über Susanna Georgiana Seicariu, Rumänien, Tatjana Waransowa, Aserbaidschan und Kristin Bereza                                                                                               |
| 2019 | 16.   | EM in Bukarest                                  | bis 53 kg      | nach einer Niederlage gegen Jessica Blaszka, Niederlande |
| 2019 | 3.    | „Yasar-Dogu“-Memorial in Istanbul               | bis 53 kg      | nach Siegen über Fikriye Gok und Emine Cataloglu, beide Türkei, einer Niederlage gegen Jekaterina Poleschtschuk, Russland und Siegen über Silje Knudsen Kippernes, Norwegen und Lilja Horischna, Ukraine |
| 2019 | 5.    | Poland-Open in Warschau                         | bis 53 kg      | hinter Vinesh Phogat, Indien, Roksana Zasina, Polen, Sofia Mattsson und Maria Prevolaraki, Griechenland                                                                                                  |
| 2019 | 9.    | WM in Nur-Sultan (Kasachstan)                   | bis 55 kg      | nach einem Sieg über Sewara Eschmuratowa, Usbekistan und einer Niederlage gegen Bediha Gun, Türkei |
| 2020 | 7.    | „Matteo-Pellicone“-Turnier in Rom               | bis 53 kg      | nach einem Sieg über Areana Louise Villaescausa, USA und einer Niederlage gegen Meng Hsuan Hsieh, Taiwan                                                                                                 |
| 2020 | 3.    | EM in Rom                                       | bis 53 kg      | nach Siegen über Julia Leorda, Moldawien und Sezen Belberowa, Bulgarien, einer Niederlage gegen Jessica Blaszka und einem Sieg über Suzanna Seicariu, Rumänien                                           |
| 2020 | 3.    | Weltcup in Belgrad                              | bis 55 kg      | hinter Iryna Kuratschkina, Belarus, vor Olga Choroschawzewa, Russland, und Katarzyna Krawczyk, Polen |
| 2021 | 3.    | EM in Warschau                                  | bis 53 kg      | nach einer Niederlage gegen Maria Prevolaraki und einem Sieg gegen Marija Wynnyk, Ukraine |
| 2021 | 9.    | WM in Oslo                                      | bis 53 kg      | nach einer Niederlage gegen Zeynep Yetgil, Türkei |
| 2022 | 9.    | EM in Budapest                                  | bis 53 kg      | nach einer Niederlage gegen Zeynep Yetgil |
| 2024 | 3.    | OG Europa in Baku                               | bis 53 kg      | nach Siegen gegen Jowita Maria WRZESIEN und Sztalvira ORSOS und einer Niederlage gegen Andreea Beatrice                                                                                                  |
| 2024 | 3.    | Zagreb Open                                     | bis 53 kg      | nach Siegen gegen Mariia YEFREMOVA, Christianah Tolulope OGUNSANYA und Min ZHANG und einer Niederlage gegen Qianyu PANG                                                                                  |
| 2024 | 5.    | Olympische Spiele in Paris                      | bis 53 kg      | nach einer Niederlage gegen Choe Hyo Gyong |

## Deutsche Meisterschaften
| Jahr | Platz | Gewichtsklasse | Ergebnisse |
| ---- | ----- | -------------- | --- |
| 2015 | 2.    | bis 48 kg      | hinter Jaqueline Schellin, TV Mühlacker, vor Katharina Baumgartner, SC Anger                                     |
| 2016 | 2.    | bis 53 kg      | hinter Sandra Paruszewski, AV Sulgen, vor Jenny Hast, RLZ Aschaffenburg und Desiree Schäfer, SV Luftfahrt Berlin |
| 2018 | 2.    | bis 53 kg      | hinter Nina Hemmer, AC Ückerath, vor Jenny Hast und Eva Sauer, VfK 07 Schifferstadt                              |
| 2019 | 3.    | bis 53 kg      | hinter Nina Hemmer und Emilie Haase, RV Thalheim, gemeinsam mit Angelika Purschke, SBV Warnemünde                |
| 2023 | 2.    | bis 55 kg      | hinter Anastasia Blayvas und vor Nina Hemmer                                                                     |
| 2024 | 1.    | bis 55 kg      | vor Olivia Andrich und Josefine Purschke                                                                         |

Erläuterungen
- alle Wettkämpfe im freien Stil
- WM = Weltmeisterschaften, EM = Europameisterschaften